# Volcmaro di Burgstall
Volcmaro di Burgstall (Volkmar von Burgstall in tedesco; ... – 1343) fu il fondatore della dinastia Spaur.

## Biografia

### Origini
La prima sicura comparsa di Volcmaro risale al 1311, quando ricoprì la carica di capitano a castel Ehrenberg (presso Reutte). Già nel 1312 cominciò la sua attività in Trentino, il conte del Tirolo Enrico di Carinzia e Tirolo gli affidò la custodia e l'amministrazione di Castel Sporo, che nel 1333 gli concesse in feudo.
Godeva inoltre di buone relazioni con il principe vescovo Enrico di Metz, infatti divenne nel settembre 1316 podestà di Riva del Garda, carica annuale, per poi essere nominato capitano del Banale nel 1318.
Fino a questo momento nelle fonti è registrato con l'appellativo "del Tirolo" oppure "capitano di Sporo", ma da quando nel 1324 ottenne dal conte Enrico di Carinzia e Tirolo il giudizio di Meltina, al quale apparteneva il castello di Burgstall, divenne cavaliere Volcmaro di Burgstall. Con questa qualifica appare nel 1326 quale dns Volckmarus miles de Purckstal.
Dal 1327 gli fu affidata in custodia la Torre di Visione, nel 1330 divenne burgravio del Tirolo e nel 1333 fu incaricato di costruire un castello sotto Castel Visione, la Rocchetta. Dal principe Enrico di Tirolo poi, nell'ottobre del 1334, gli fu infeudato Castel Flavon, con la giurisdizione del Contà.

### Il declino
La morte del principe Enrico di Tirolo nell'aprile del 1335 non diminuì l'influenza di Volcmaro nell'area tirolese, infatti egli rimase burgravio del Tirolo e gli fu affidato il comando della guerra contro Konrad von Aufenstein, che tentava di far passare agli Asburgo il Ducato di Carinzia, in mano alla figlia di Enrico, Margherita detta "Maultasch". 
Ricevette poi nel 1335 il castello di San Pietro, a Mezzolombardo, con alcune decime nel paese della Piana Rotaliana e nei vicini paesi di Zambana e Nave San Rocco. Nel 1338 infine comprò la signoria di Fai della Paganella, sopra Mezzolombardo.
Negli anni '40 ebbe un ruolo di primo piano nelle trattative per combinare il matrimonio di Margherita con Ludovico V di Baviera, figlio dell'imperatore Ludovico il Bavaro, e partecipò alle nozze il 10 febbraio 1342. All'apice della sua fortuna però per motivi sconosciuti Ludovico incaricò il suo fidato Corrado di Teck di assediare Castel Sporo. Volcmaro di Burgstall-Sporo fu imprigionato a Castel Strassberg, presso Vipiteno, dove morì nello stesso anno o comunque nel 1343. I suoi possedimenti passarono a Corrado di Scena, ma già nel 1346 i principi Ludovico e Margherita riaccettarono i figli del Burgstall, Paolo, Baldassarre, Matteo e Giovanni, e restituirono loro i castelli di Sporminore e Flavon.

## Discendenza
|                                  |                                  |            |            |                                                      |                                                                |                                                 |                                                 |                                                |                                                                            |                                                                            |                                                            |                                                            |
|                                  |                                  |            |            |                                                      | Volcmaro di Burgstall *1270 ca. †1343 Margherita di Rottenburg |                                                 |                                                 |                                                |                                                                            |                                                                            |                                                            |                                                            |
|                                  |                                  |            |            |                                                      |                                                                |                                                 |                                                 |                                                |                                                                            |                                                                            |                                                            |                                                            |
|                                  |                                  |            |            |                                                      |                                                                |                                                 |                                                 |                                                |                                                                            |                                                                            |                                                            |                                                            |
| Caterina Tommaso Tarant di Rablà | Caterina Tommaso Tarant di Rablà | Paolo      | Paolo      | Baldassarre I (doc. 1346-1361) Agnese di Castelbarco | Baldassarre I (doc. 1346-1361) Agnese di Castelbarco           |                                                 |                                                 |                                                | Matteo I (doc. 1347-1356) Peterlina di Brandis Elisabetta di Castel Corona | Matteo I (doc. 1347-1356) Peterlina di Brandis Elisabetta di Castel Corona | Giovanni I (doc. 1346-1382) Virata, detta Marina di Coredo | Giovanni I (doc. 1346-1382) Virata, detta Marina di Coredo |
|                                  |                                  |            |            |                                                      |                                                                |                                                 |                                                 |                                                |                                                                            |                                                                            |                                                            |                                                            |
|                                  |                                  |            |            |                                                      |                                                                |                                                 |                                                 |                                                |                                                                            |                                                                            |                                                            |                                                            |
|                                  |                                  | Margherita | Margherita | Matteo II (doc. 1362-1396) Ossanna di Zwingenberg    | Matteo II (doc. 1362-1396) Ossanna di Zwingenberg              |                                                 | Pietro Spaur (doc. 1362-1420) Dorotea Latscher  | Pietro Spaur (doc. 1362-1420) Dorotea Latscher | Enrico (doc. 1375-1382)                                                    | Enrico (doc. 1375-1382)                                                    |                                                            |                                                            |
|                                  |                                  |            |            |                                                      |                                                                |                                                 |                                                 |                                                |                                                                            |                                                                            |                                                            |                                                            |
|                                  |                                  |            |            |                                                      |                                                                |                                                 |                                                 |                                                |                                                                            |                                                                            |                                                            |                                                            |
|                                  |                                  |            |            | Linea austriaca degli Hochenegg                      | Linea austriaca degli Hochenegg                                | Giorgio (doc. 1407-1427) Elisabetta di Freiberg | Giorgio (doc. 1407-1427) Elisabetta di Freiberg | Giovanni II Verena di Lichtenberg              | Giovanni II Verena di Lichtenberg                                          |                                                                            |                                                            |                                                            |